# یواس‌اس اندورانس (ای‌ام-۴۳۵)
یواس‌اس اندورانس (ای‌ام-۴۳۵) (به انگلیسی: USS Endurance (AM-435)) یک کشتی بود که طول آن ۱۷۲ فوت (۵۲ متر) بود. این کشتی در سال ۱۹۵۲ ساخته شد.